# Eremogone ladyginae
Eremogone ladyginae là loài thực vật có hoa thuộc họ Cẩm chướng. Loài này được Ikonn. mô tả khoa học đầu tiên năm 1991.